# Yoko Tanaka
Yoko Tanaka (田中 陽子 Tanaka Yōko?), född 30 juli 1993, är en japansk fotbollsspelare som spelar för Nojima Stella Kanagawa Sagamihara.
Yoko Tanaka spelade 4 landskamper för det japanska landslaget.